# Єременко Микола Миколайович
Єременко Микола Миколайович — кандидат історичних наук, письменник, краєзнавець, волонтер, громадський діяч, директор-головний редактор ТОВ «Чернігівська газета «Нива»», член НСЖУ.

## Біографія
Єременко Микола Миколайович народився 2 січня 1956 року в с. Зелений Гай (Довге) Чернігівського району Запорізької області. Після навчання в Довгинській восьмирічній школі закінчив Запорізьке педучилище в 1975 році, отримавши кваліфікацію вчителя праці та креслення. У цьому ж році розпочав трудову діяльність на посаді вчителя Новополтавської восьмирічної школи. У 1975-1977 роках служив у лавах Збройних сил СРСР. Військове звання – капітан запасу. Із 1978 по 1982 рік працював учителем Зорянської та Довгинської восьмирічних шкіл Чернігівського району. У 1984 році закінчив Дніпропетровський державний університет за спеціальністю «Історія». 
Із 1982 по 1994 рік працював у відділі освіти Чернігівського райвиконкому (пізніше – Чернігівської райдержадміністрації) на посаді методиста, інспектора шкіл, а з 1988 до 1994 року - завідуючого відділом освіти.   За цей період було введено в дію 4 школи: новобудови та будинок для вчителів у с. Широкий Яр. Значно зміцнилася навчально-матеріальна база, серед перших в області було проведено комп'ютеризацію шкіл, зросло методичне забезпечення та кадровий потенціал навчальних закладів. У 1989 році група патріотично налаштованої інтелігенції створила в районі Товариство української мови ім. Т. Г. Шевченка, головою якого обрали М. М. Єременка. Це була перша громадська організація в районі, яка почала виступати за утвердження української державності. Він перший із керівників вивісив над установою національний прапор України ще в 1990 році.  М. М. Єременко проводив значну роботу щодо переведення російськомовних шкіл району на українську мову навчання. 
Учасник І з’їзду учителів України. 
Із 1994 року – голова фермерського господарства «Єременка М. М.». Постійно надавав допомогу в організації харчування та преміювання школярів у закладах освіти Богданівської сільради. Безоплатно передає власні книги навчальним закладам та бібліотекам області. Бере участь у інших благодійних проєктах.
У 2009 році закінчив магістратуру Бердянського державного педагогічного університету, а у 2013 році – аспірантуру цього ж університету й захистив кандидатську дисертацію «Військове духовенство на Півдні України (1734-1853 рр.). Науковий керівник – І. І. Лиман.
Із 2015 року – редактор ТОВ «Чернігівська газета «Нива» Запорізької області. Роздержавлена газета свою історію веде з 1934 р. і сьогодні гідно конкурує в медіапросторі регіону. Відомості про газету та М. М. Єременка внесені до «Енциклопедії сучасної України».

## Громадська діяльність
Обирався головою райкому профспілки працівників освіти (1985 - 1988)
Микола Миколайович веде велику громадську роботу: він депутат Чернігівської районної ради трьох скликань, засновник і керівник громадської організації «Громадський контроль», організатор і активний учасник волонтерського руху щодо підтримки бійців АТО, їхніх родин і переселенців.
М. М. Єременко – засновник і власник музею «Менонітська садиба» в с. Владівка (2008). Музей став об’єктом міжнародного туризму, його відвідують меноніти зі США, Канади, Німеччини, Бразилії, Аргентини й інших країн.
Стараннями М. М. Єременка, із його ініціативи й матеріальної підтримки встановлено понад 10 пам’ятних знаків і 7 меморіальних дошок на могилах і пам’ятках історії на території району. Повернуто із забуття сотні імен земляків, загиблих у війнах і в період репресій. 

## Творчий доробок
М. М. Єременко почав друкуватися в 1981 році. У його доробку понад 170 публікацій з історичної та краєзнавчої тематики в періодичних і спеціальних виданнях, 20 окремо виданих книг і 20 – у збірках.
Волонтерська, пошукова, наукова і просвітницька діяльність зробили його одним із громадських лідерів краю.

## Праці
- Андріюк А. Твердыня веры православной. Из истории Святомихайловского женского монастыря села Верхний Токмак / А. Андриюк, Н. Еременко // с. Верхний Токмак: 2018. – 40 с., іл.
- Єременко М. М. Край шляху Муравського… Нариси з історії Чернігівського району/ Микола Єременко. – Запоріжжя: Лана-друк, 2006. – 438 с., іл.
- Єременко М. Українська Голгофа 1921-1923, 1932-1933, 1946-1947: (спогади очевидців, архівні документи та роздуми сучасника про три радянські голодомори) / М.  Єременко. – Чернігівка : [Трибуна], 2008. – 156 с. – Бібліогр.: с. 149-153.
- Єременко М. М. На Шляху Муравському: до 85-річчя утворення Чернігівського району / М. Єременко; Чернігів. райдержадмін. Запоріз. обл., відділ культури і туризму Чернігів. райдержадмін. Запоріз. обл. – Чернігівка : [ б.в.], 2008. – 12 с., іл.
- Єременко М. Welcome to Gnadenfeld to the Mennonite Farmstead / Буклет . – Чернігівка: П. П. «Пенежко В. А.», 2008. – Англомовний варіант буклету: музей «Менонітська садиба».
- Єременко М. Могила Токмак (Синя Гора) / М. Єременко. – Чернігівка. – П.П. «Пенежко В.А.», 2008. Буклет про геологічну пам’ятку природи Могили Токмак (Синя Гора).
- Єременко М. М. Чернігівка пам’ятає / М. Єременко, А. Харченко. – Чернігівка : [б. в.], 2009. - 96 с., іл.
- Єременко М. М. Атакує Покришкін / Микола Єременко. – Чернігівка : [ Пенежко В.А.], 2009. - 72 с.:іл.
- Єременко М. М. Край шляху Муравського. Нариси з історії Чернігівського району. Видання друге, доповнене, 2009. – 59 с.:іл. Електронний ресурс. У цій книзі читач знайде необхідні матеріали з історії Чернігівського району Запорізької обл.
- Єременко М. М. Солдати Перемоги: біографічні відомості про ветеранів Другої світової війни Чернігівського р-ну Запорізької обл.., які повернулися з фронтів і відбудовували народне господарство / М. Єременко, А. Харченко. – Чернігівка: [ Пенежко В.А.], 2010. – 56 с.
- Єременко М. М. Солдати Перемоги: біографічні відомості про ветеранів Другої світової війни Чернігівського р-ну Запорізької обл., які повернулися з фронтів і відбудовували народне господарство. Ч. 2 / М. Єременко. – Чернігівка: [ Пенежко В. А.], 2011. – 60 с.
- Єременко М. М. Мир усім! : [православні храми та монастирі Чернігів. р-ну ] / М. Єременко. – Чернігівка: [б.в.], 2011. – 116 с.
- Єременко М. М. Військове духовенство на Півдні України (1734-1853 рр.) : автореф. дис. на здобуття наук. ступеня канд. іст. наук : спец. 07.00.01 «Історія України» / М. М. Єременко. – Запоріжжя, 2013. – 20 с.
- Єременко М. М. Військове духовенство на Півдні України (1734-1853рр.) : дис.  канд. іст. наук : 07.00.01 / Єременко М. М.. – Бердянськ, 2013. – 273 с. +додат.
- Єременко М. М. Блаженні гнані за правду. Архімандрит Серафим (Тяпочкін), 1894-1982 : життєпис, спогади духовних чад, проповіді / М. Єременко. – Запоріжжя : Дике Поле, 2013. – 340 с., іл.
- Єременко М. М. Солдати Перемоги: біографічні відомості про ветеранів Другої світової війни Чернігівського р-ну Запорізької обл., які повернулися з фронтів і відбудовували народне господарство. Ч. 3 / М. Єременко. – Чернігівка : [ Пенежко В. А.], 2014. – 59 с.
- Єременко М. М. Військове духовенство на Півдні України (1734-1853рр.) / М. Єременко, І. Лиман. – Мелітополь: Видавничий будинок Мелітопольської міської друкарні, 2014 – 435 с.
- Єременко М. М. Чернігівка моя. / М. Єременко. – Чернігівка:[ Пенежко В. А], 2015. – 48 с. Стисла розповідь про історію заснування і сьогодення селища.
- Єременко М. М. Рідний край. / Микола Єременко. – Токмак. КП «Газета «Наше місто – Токмак», 2017. – 36 с. У книзі коротко викладено історію заселення і здобутків цього населеного пункту.
- Єременко М. Музей «Менонітська садиба» / М. Єременко. – Владівка, 2017. Буклет про менонітський музей у с. Владівка Чернігівського р-ну.
- Єременко М. Пам’ятки історії та культури Чернігівського району Запорізької області. / Микола Єременко, Ірина Яковенко-Єременко. – Просвіта, 2021. – 219 с., іл.
- Живі у пам’яті / авт.-упоряд. Єременко М. – Чернігівка : [ Пенежко В. А.], 2012. - 48 с.: іл.
- Єременко М. Історія православного духовенства, яке задовольняло релігійні потреби військових на півдні України (1734-1856 роки): постановка проблеми / М. М. Єременко // Південний архів. Історичні науки: Збірник наукових праць. — Херсон: Видавництво ХДУ, 2009. — Вип. ХХХ. — С. 115-118.
- Єременко М. М. Інформація про військове духовенство Південної України в спадщині Я. П. Новицького / Єременко М. М. // Наукові записки: Збірник праць молодих 6 вчених та аспірантів. — К.: Ін-т української археографії та джерелознавства ім. М. Грушевського НАН України, 2011. — Т. 22. — С. 213-220.
- Єременко М. М. Історіографія історії військового духовенства Південної України XVIII – середини XIX ст. / Єременко М. М. // Українська державність: історія і сучасність: зб. матеріалів Всеукр. наук.-практ. конф. молодих вчених, м. Маріуполь, 2 груд. 2011 р. / під заг. ред. К. В. Балабанова. — Маріуполь, 2011. — С. 77-78.
- Еременко Н. Н. Регламентация центральной государственной властью взаимоотношений военного и епархиального духовенства (Южная Украина 1775- 1856 гг.) / Еременко Н. Н.// Сборник научных статей молодых ученых, специалистов и аспирантов. — Невинномысск : НГГТИ, 2011. — С. 250-255.
- Еременко Н. Н. Взаимоотношения военного духовенства и военного руководства в Северном Причерноморье последней четверти XVIII – начале ХІХ в.: регламентация центральной государственной властью /Еременко Н. Н. // Голос минувшего. Кубанский исторический журнал. — 2012. — № 3-4. — С. 19-22.
- Еременко Н. Н. Конфликты между приходским и военным духовенством на Юге Украины последней четверти XVIII века / Еременко Н. Н. // Українська державність: історія і сучасність : зб. матеріалів Всеукр. наук.-практ. конф., м. Маріуполь, 23 листоп. 2012 р. / під заг. ред. К. В. Балабанова. — Маріуполь, 2012. — С. 15-16.
- Єременко М. М. Система матеріального забезпечення діяльності південноукраїнського військового духовенства (1775-1853 рр.) / М. М. Єременко // Наукові праці історичного факультету Запорізького національного університету. — Запоріжжя : ЗНУ, 2013. — Вип. XXXV. — С. 32-36.
- Єременко М. М. Опубліковані джерела з історії військового духовенства на півдні України (30-ті рр. XVIII – 50-ті рр. ХІХ ст.) / М. М. Єременко // Вісник Східноукраїнського національного університету імені Володимира Даля. — Луганськ: Вид-во СНУ ім. В. Даля, 2013. — Вип. 8 (97). — Ч. 2. –– С. 35-38.
- Єременко М. М. Склад запорозького духовенства часів Нової Січі / М. М. Єременко // Гілея. Науковий вісник. — 2013. — Вип. 73. — С. 7-8.
- Лиман І. «Справа про наглядача Бердянської митної застави титулярного радника Крижанівського» / І. Лиман, М. Єременко // Історія торгівлі, податків та мита: зб. наук. праць. — Дніпропетровськ, 2013. — № 1 (7). — С. 5-18. (Особистий вклад полягає в написанні 60 % статті).
- Діркс Генріх (17.08.1842, колонія Гнаденфельд (Gnadenfeld) Молочанського менонітського округу (нині – с. Богданівка Чернігівського р-ну Запорізької обл.) – 1915, Гнаденфельд) – місіонер, євангеліст, письменник; Фоменко Віктор Гаврилович (28.07.1900, с. Обіточне Бердянського повіту Таврійської губернії (нині Чернігівського р-ну Запорізької обл.) – 08.10.1976, м. Запоріжжя); Фрізен (Friesen) Петро Мартин (Мартинович) (20.04.1849, колонія №40 Шпаррау (нині с. Довге Чернігівського р-ну Запорізької обл.) – 19.10.1914, колонія Тіге (нині с. Орлово Мелітопольського р-ну Запорізької обл.) – менонітський громадський діяч і історик. / М. М. Єременко // 7 Дослідники історії Південної України: бібліографічний довідник / упорядник Лиман І. – Київ, 2016. – Том 2. – 496 с. – с. 161-162, 435-437. 437-439.
- 06.01 – 145 років від дня народження Й. Янцена (1868-1917), педагога-новатора, землевпорядника, проповідника місцевої церкви, художника; уродженця колонії Вальдгейм (Чернігівський район); 19.09 – 150 років тому (1863) збудовано, а в грудні цього ж року освячено храм в ім’я архістратига Михаїла в с.  Верхній Токмак Чернігівського району; 230 років (1783) від дня заснування смт  Чернігівка; 190 років від дня народження Л. Вукаловича (1823-1875), національного героя Герцеговини. Жив і помер у с. Салтичія Чернігівського району; 160 років (1853) від дня заснування с.  Новомихайлівка Чернігівського району; 150 років тому (1863) було утворене село Кам’янка / М. М. Єременко // Знаменні та пам’ятні дати Запоріжжя на 2013 рік: календарі і короткі довідки з бібліографічними списками / КЗ «ОУНБ ім. О.  М. Горького» ЗОРН; [ред. І.Степаненко; уклад І.Шершньова]. – Запоріжжя: АА Тандем, 2012. – С.6-8, 139-141, 222-225, 230-231, 239-244.
- 25.05 - 100 років від дня народження І. В. Дубініна, Героя Радянського Союзу ; 14.08 — 120 років з дня народження Д. О. Тяпочкіна, відомого старця Російської православної церкви ; 1955-1958 рр. служив настоятелем церкви в ім›я Архістратига Михаїла в с. Верхній Токмак Чернігівського району Запорізької області ; 190 років (1824) від дня заснування с. Стульневе Чернігівського району ; 190 років (1824) від дня заснування с. Хмельницьке Чернігівського району ; 175 років (1839) від дня заснування с. Ланкове Чернігівського району ; 100 років (1914) від дня заснування селища Стульневе (Чернігівський район) / М. М. Єременко // Знаменні та пам’ятні дати Запоріжжя на 2014 рік : календар і короткі довідки з бібліографічними списками / КЗ «ОУНБ ім. О. М. Горького» ЗОР ; [уклад. І. Шершньова ; відп. за вип. І. П. Степаненко] . – Запоріжжя : АА Тандем, 2013. – С. 71-72 ; 112-115, 191-197 ; 203-204.
- 220 років (1795) від дня заснування с. Григорівка Пологівського району ; 200 років (1815) від дня заснування с. Обіточне Чернігівського району ; 200 років (1815) від дня заснування с. Салтичія Чернігівського району ; 190 років (1825) від дня заснування с. Степове Чернігівського району ; 180 років (1835) від дня заснування с. Богданівка Чернігівського району ; 120 років від дня народження М. Т. Остапенка (1895-1921), командира особистої охорони Н. І. Махна ; 100 років від дня народження Г. С. Волошка (1915-1944), Героя Радянського Союзу, уродженця с. Тарасівка Чернігівського району ; 100 років від дня народження І. Д. Мерзляка (1915-1943), Героя Радянського Союзу, уродженця с. Новомихайлівка Чернігівського району ; 90 років (1925) від дня заснування с. Бойове Чернігівського району / М. М. Єременко // Знаменні та пам›ятні дати Запоріжжя на 2015 рік : календар і короткі довідки з бібліографічними списками / КЗ «ЗОУНБ ім. О. М. Горького» ЗОР ; [уклад. І. Шершньова ; відп. за вип. І. П. Степаненко]. – Запоріжжя : АА Тандем, 2014. – С. 195-210, 217-218, 228-234.
- 180 років (1836) від дня заснування с. Владівка (Чернігівський район) / М. М. Єременко // Знаменні та пам’ятні дати Запоріжжя на 2016 рік : календар і короткі довідки з бібліографічними списками / КЗ «ОУНБ ім. О. М. Горького» ЗОР ; [уклад. І. В. Шершньова ; відп. за вип. О. В. Волкова] . – Запоріжжя : ТОВ «Видавництво «Кругозір», 2015. – С. 26-32.
- 09.06. – 80 років від дня народження Миколи Михайловича Шами (09.06.1937, Новомихайлівка Чернігів. р-ну Запоріз. обл.. – 27.08.2009, м. Запоріжжя), генерал- 8 лейтенанта, начальника Управління служби безпеки України в Запорізькій області (1991-1996), почесного громадянина м.  Запоріжжя (2007); 25.09. – 140 років тому народився Янс Бенжамін Бенжамінович (Вельямін Вельямінович) (25.09.1877, с. Довге Чернігів. р-ну Запоріз. обл. – 16.10.1964), менонітський релігійний і громадський діяч; 19.10. – 110 років тому народився Абрам Матвійович Темник (19.10.1907, смт Чернігівка Запоріз.обл. – 29.04.1945, Берлін), Герой Радянського Союзу. / М. М. Єременко // Знаменні та пам’ятні дати Запоріжжя на 2017 рік: календар і короткі довідки з бібліографічними списками / КЗ «ОУНБ ім. О. М. Горького» ЗОР ; [уклад. І. В. Шершньова ; відп. за вип. О. В. Волкова] . – Запоріжжя : ТОВ «Видавництво «Статус», 2016. – С. 187, 259, 292.
- 16.01 – 120 років від дня народження Якова Андріановича Мелешка (16.01.1898, с. Попівка (нині Смирнове Більмац. р-ну) – 23.06.1978, м. Одеса), українського режисера, заслуженого діяча мистецтв УРСР (1951), режисера Одеського академічного театру опери та балету (1948-1962), з 1954 р. – головного режисера; 03.10 - 110 років від дня народження Михайла Микитовича Богдана (03.10.1908, смт Чернігівка - 28.08.1986, м. Москва, РФ), генерал-майора артилерії / М. М. Єременко // Знаменні та пам›ятні дати Запоріжжя на 2018 рік : календар і короткі бібліогр. списки / КЗ «ЗОУНБ» ЗОР ; [уклад. І. В. Шершньова ; відп. за вип. О. В. Волкова]. – Запоріжжя : Статус, 2017. – С.55-56, 274.
- 20.04 – 170 років від дня народження Фрізена (Friesen) Петра Мартиновича (20.04.1849, колонія №40 Шпаррау, нині с. Довге Чернігівського р-ну – 19.10.1914, колонія Тіге, нині с. Орлово Мелітопольського р-ну) – менонітського громадського діяча і історика; 23.04. – 70 років від дня народження Аліма Петровича Босого (23.04. 1949, смт Чернігівка – 30.10.2009, м. Запоріжжя), важкоатлета, майстра спорту (1970 р.), заслуженого тренера України (1997 р.), судді національної категорії (1992 р.); 110 років (1909 рік) від дня заснування (1909 рік) менонітського видавництва, товариства «Райдуга», створеного на основі першого менонітського видавництва (1904 рік, колонія Ней-Гальбштадт Гальбштадтської волості Бердянського повіту Таврійської губернії). / М. М. Єременко // Знаменні та пам›ятні дати Запоріжжя на 2019 рік : календар і короткі бібліогр. списки / КЗ «ЗОУНБ» ЗОР ; [уклад. І. В. Шершньова ; відп. за вип. О. В. Волкова]. – Запоріжжя : Статус, 2018. – С. 162-164, 167-169, 434-435.
- 06.01 - 160 років (1860) від дня заснування Церкви Братських Менонітів (МБО) ; 04.05 — 140 років від дня народження Юрія Пилиповича Тищенка (04.05.1880, с. Салтичія Чернігів. р-ну Запоріз. обл. - 05.12.1953, м. Нью-Йорк, США), українського видавця, журналіста, письменника, публіциста, перекладача, суспільного діяча ; 28.07 - 120 років від дня народження Віктора Гавриловича Фоменка (28.07.1900, с. Обіточне Чернігів. р-ну - 08.10.1976, м. Запоріжжя), дослідника історії рідного краю ; 230 років із часу заснування (1790) села Верхній Токмак Чернігівського району ; 200 років (1820) від дня заснування с. Новоказанкувате Чернігівського району ; 200 років (1820) від дня заснування с. Новомихайлівка Чернігівського району ; 130 років від дня народження Павла Якимовича Кавуна (1890, с. Остриківка Токмац. р-ну - 1938), героя Першої світової війни ; 120 років від дня народження Івана Семеновича Крижка (1900, с. Чернігівка - 1978, м. Запоріжжя), директора Дніпровського магнієвого заводу (1941) / М. М. Єременко // Знаменні та пам›ятні дати Запоріжжя на 2020 рік : календар і короткі бібліогр. списки / КЗ «ЗОУНБ» ЗОР ; [уклад. І. В. Шершньова ; відп. за вип. О. В. Волкова]. – Запоріжжя : Статус, 2019. – С. 33, 172-179, 264-269, 459-464, 466-477, 492-493, 494-496.
- 31.05 – 790 років тому (1223) відбувся перший бій руських князівських дружин і половців на р. Калці; 230 років тому (1783) було засновано смт Чернігівка; 19.09 – 150 років тому (1863) збудовано, а у грудні цього ж року освячено, храм в ім’я архістратига Михаїла с. Верхній Токмак Чернігівського району. / М. М. Єременко //Туризм цілий рік: довідник / Управління культури і туризму Запоріз. області; [редкол.: І. Степаненко, І. Шершньова, М. Мордовской]. – Запоріжжя: АА Тандем, 2012. – С. 19-20, 34-38.
- Національна книга пам’яті жертв Голодомору в Україні. Запорізька область.  – Запоріжжя: Дике Поле, 2008. 1080 с. – С 1008-1024.
- Єременко М. Вступне слово (Микола Єременко: Чарівна бабусина скринька / К. Д. Яковенко/ – Запоріжжя: Лана-друк, 2006 – 154 с.
- Єременко М. Яковенко Катерина Демидівна. Вступне слово. / Микола Єременко // Чарівна бабусина скринька. Видання друге, доповнене. [ К. Яковенко] – Запоріжжя, 2014. – 185 с. с.2-3
- Охоронець батька Махна Остапенко Михайло Трохимович; Розстріляний герой Першої світової війни. / М. М. Єременко // Реабілітовані історією. Запорізька область. Кн. 6 /обл.. редкол.: Пелих Ю.Г. (голова) [ та ін.]. – К.; Запоріжжя : Дніпров. Металург, 2013. – 483 с. – Із змісту: [ Єременко М.]. – С. 132-133, 159-160.
- Єременко, М. У степах Таврії розквітла / Микола Єременко // Чернігівці – 230: бібліографічний покажчик. / КЗ «ЗОУНБ ім. О. М. Горького» ЗОР; [ред. І. Степаненко; уклад. Н. Романів]. – Токмак: Трибуна, 2014. – 118 с. – (серія «Міста і села Запорізької області». Вип.6.). – с. 3-12.

## Відзнаки
- 1983 – Нагороджений Грамотою облвно і обкому профспілки працівників освіти за активну участь у Всесоюзному огляді «Каждому молодому труженику – среднее образование».
- 1984 – Нагороджений Почесною грамотою райвно за особистий внесок у заняття ІІ місця в обласному соцзмаганні серед працівників освіти за 1983 р.
- 1985 – Нагороджений нагрудним знаком «Відмінник народної освіти УРСР» за особистий великий внесок у розвиток освіти в Запорізькій області.
- 1988 – Нагороджений Почесною грамотою президії Запорізького обкому профспілки працівників освіти та науки як голова райкому профспілки за активну роботу з керівництва первинними профспілковими організаціями шкіл і дошкільних установ Чернігівського району.
- 1989 – Нагороджений Грамотою обласного відділу освіти за активну участь у спортивно-масовій роботі області.
- 1990 – Оголошена Подяка керівника управління освіти Запорізького облвиконкому за особистий значний внесок у зміцнення матеріально-технічної бази шкіл  дитячих дошкільних закладів.
- 1991 – Нагороджений Почесною грамотою Міністерства освіти України за великий особистий внесок у розвиток народної освіти.
- 1993 – Оголошена Подяка завідувача Запорізького облуправління освіти за активну участь у операції «Дітям Чорнобиля».
- 2008 – Нагороджений медаллю «За розвиток Запорізького краю» за велику благодійницьку, просвітницьку та патріотичну діяльність.
- 2008 – Нагороджений Почесною грамотою Запорізької обласної ради «За значний внесок у розвиток Чернігівського району, активну громадську діяльність та з нагоди Дня місцевого самоврядування».
- 2008 – Указом Президента України нагороджений медаллю «За працю і звитягу» за вагомий особистий внесок у вшанування жертв геноциду українського народу у зв´язку з 75-ми роковинами Голодомору 1932-1933 років в Україні, подвижницьку діяльність, спрямовану на висвітлення правди про Голодомор.
- 2014 – Нагороджений Почесною грамотою директора КЗ «ЗОЦНБ ім. М. Горького ЗОР» за співпрацю та фінансову підтримку видання бібліографічного посібника «Чернігівка» (із серії «Міста і села Запорізького краю»).
- 2015 — Нагороджений Грамотою Чернігівської районної ради Запорізької області за активну громадянську позицію, волонтерську діяльність та з нагоди відзначення Дня Гідності і Свободи.
- 2016 — Нагороджений Грамотою Запорізької обласної організації Національної спілки журналістів України як переможець регіонального рейтингу «Відомі запоріжці».
- 2016 – Оголошена подяка директора Департаменту культури, туризму, національностей та релігій Запорізької ОДА, директора Запорізького видавництва «Кругозір» за вагомий особистий внесок у збереження культурної спадщини Запорізького регіону та видання книги «Знаменні та пам’ятні дати Запоріжжя на 2016 рік».
- 2018 — Лауреат першої обласної премії імені Якова Новицького в номінації: «За визначні досягнення в музейній і пам'ятко-охоронній діяльності» із врученням Диплому обласного відділу культури, туризму, національностей та релігій Запорізької обласної адміністрації.
- 2020 — Нагороджений відзнакою Всеукраїнського об'єднання «Країна» медаллю «За збереження історії» за внесок у відродження історичної спадщини України, наукову та пошукову роботу.
- 2020 – Нагороджений знаком народної пошани ВО «Країна» «Медаль Єдності» за велику роботу, направлену на єднання українців.
- 2020 – Нагороджений Почесною грамотою Чернігівської РДА за багаторічну сумлінну працю, високий професіоналізм, особистий внесок у історико-краєзнавчий розвиток Чернігівського району та з нагоди відзначення 80-річчя утворення Запорізької області.
- 2021 — Нагороджений ювілейною медаллю «30 років Незалежності України» від ВО «Орден» за багаторічну роботу з розвитку держави.
- 2021 — Нагороджено орденом «Єдність та Воля» ВО «Країна» волонтера, громадського діяча, письменника, журналіста за багаторічну роботу, направлену на зміцнення й розвиток демократії та свобод в Україні.